# Jean-Baptiste Rousseau (marchand)
Pour les articles homonymes, voir Rousseau et Jean-Baptiste Rousseau (homonymie).
Jean-Baptiste Rousseau, souvent écrit Rousseaux, dit Saint-Jean ou « Mr. St. John », né le 4 juillet 1758 à Sault-au-Récollet (aujourd'hui Montréal) et mort le 16 novembre 1812, est un des premiers marchands et traducteurs du Haut-Canada.
Né au Québec quand il était toujours une colonie française, il imite son père, Jean-Bonaventure Rousseau, marchand de fourrures opérant dans les alentours du lac Ontario, et apprend ainsi les langues des peuples des Premières Nations locales,.

## Biographie
Jean-Baptiste Rousseau est né le 4 juillet 1758 à Sault-au-Récollet, aujourd'hui Montréal, alors que la famille Rousseau se lance dans des activités commerciales autour du lac Ontario, dans la région de la ville actuelle de Toronto. 
En 1770, après avoir prêté serment de fidélité, Jean-Bonaventure Rousseau reçoit un permis de commerce à l'embouchure de la rivière Humber, où s'arrêtent fréquemment les peuples des Premières Nations qui voyagent entre les Grands Lacs. Il y rénove le Fort Portneuf, abandonné depuis 1750, afin d'en faire un poste de traite de fourrures. Son fils se joint à lui et apprend les langues des Premières Nations locales avec lesquelles ils commercent. 
En 1774, à la mort de son père, Jean-Baptiste Rousseau se voit remettre l'opération du fort, près duquel il réside alors. Durant la Révolution américaine, il semble tisser des liens cordiaux avec le chef Mohawk Thayendanegea, dit Joseph Brant, qui se bat avec lui du côté britannique.

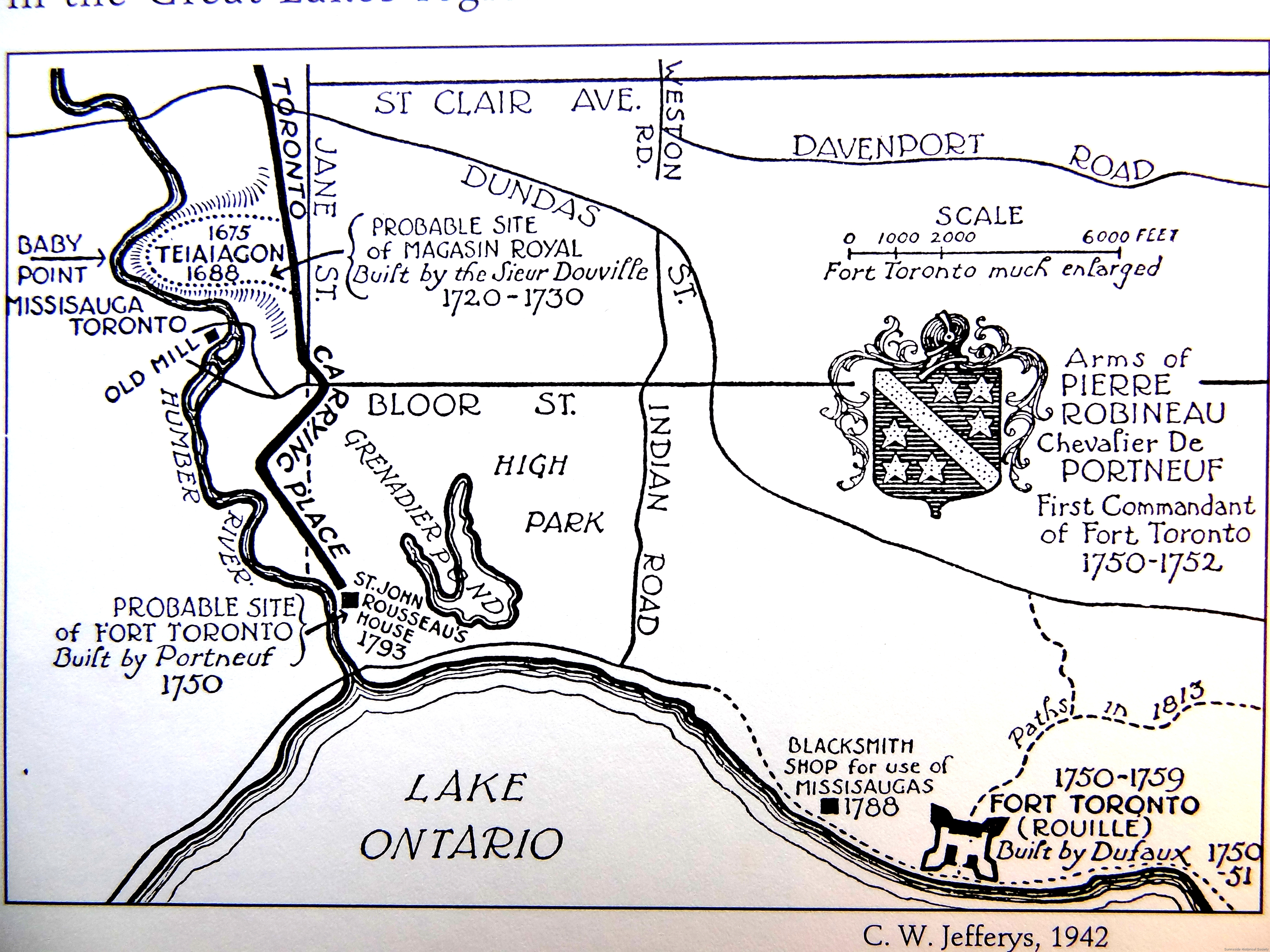
Emplacement de la maison de JB Rousseau, à l'embouchure de la rivière Humber.

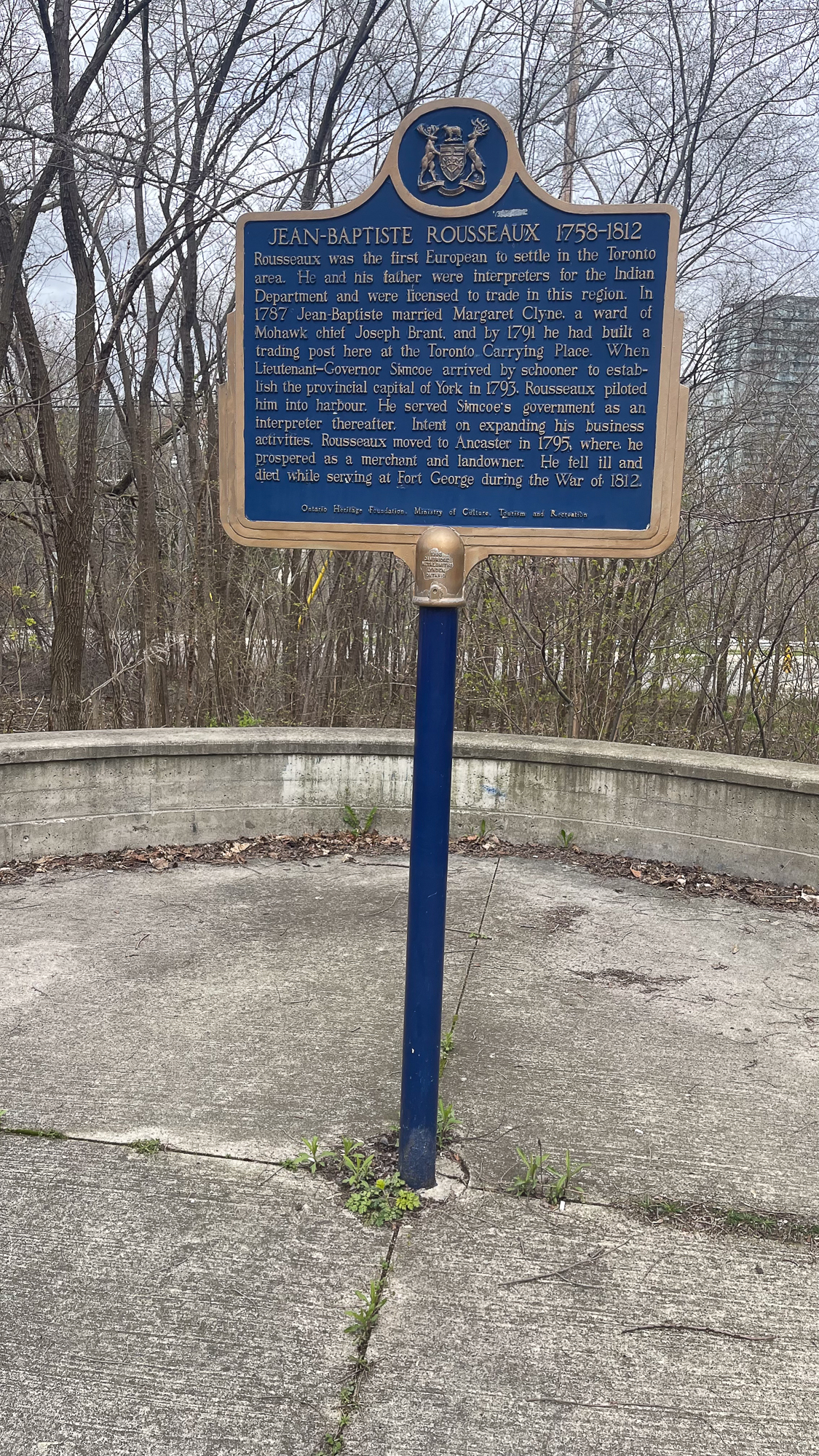
Plaque commémorative à proximité de la dite maison.

Le 14 juillet 1780 Rousseau se marie avec Marie Martineau à Montréal, et en 1783, il s'établit à Kingston, alors appelée Cataraqui, pour passer les mois d'hiver. Il divorce bientôt de Marie Martineau, sans avoir eu de descendance, pour se marier avec Margaret Clyne, fille adoptive de Thayendanegea. De ce second mariage, Rousseau a six enfants, dont un est appelé Joseph Brant (second nom du chef Mohawk), et un autre George. 
Durant les années 1780, Rousseau commerce autour de la Baie de Quinte et jusqu'au lac Érié. Vers 1792, le lieutenant-gouverneur du Haut-Canada, John Graves Simcoe, lui remet 500 acres (202 hectares) autour de son poste de traite, afin qu'il puisse y résider toute l'année. Il devient un des principaux commerçants de York (à l'origine de la création de Toronto) et diversifie sa marchandise,. Il est alors propriétaire, en totalité ou en partie, de plusieurs minoteries et tavernes, à Kingston, York, Ancaster (future Hamilton) et Brantford. 
En 1795, après avoir refusé une autre concession territoriale autour du Humber, Rousseau déménage à Head of the Lake, aujourd'hui le port de Hamilton. En 1796, il acquiert près de 38 000 hectares (94 000 acres) de territoire Mohawk. Le 31 janvier de la même année, il devient franc-maçon, dans la nouvellement-formée Loge de Barton. Durant la même époque, il travaille comme interprète pour Peter Russell. 
En 1797, Robert Hamilton, lieutenant du comté de Lincoln, le fait entrer dans la milice. Rousseau en gravit les échelons, devient capitaine en 1799, puis lieutenant-colonel. Le 13 octobre 1812, alors âgé de 54 ans, Jean-Baptiste Rousseau participe à la bataille anglo-américaine de Queenston Heights, à laquelle il survit sans être blessé mais où il tombe malade. Il meurt un mois plus tard, le 16 novembre 1812, de pleurésie, alors qu'il visite le Fort George à Niagara-on-the-Lake. Il est enterré avec les honneurs militaires à Niagara.